# Ian Gillan Band
Ian Gillan Band est un groupe de jazz fusion fondé en 1975 par l'ancien chanteur de Deep Purple Ian Gillan.

## Histoire
Après son départ de Deep Purple en 1973, Ian Gillan se lance dans diverses aventures commerciales qui échouent toutes. Au bord de la banqueroute, il se voit conseiller de revenir à la musique, ce qu'il fait en 1975 en recrutant le guitariste Ray Fenwick, le bassiste John Gustafson (en), le claviériste Mike Moran et le batteur Mark Nauseef (en) (ex-Elf). Son nouveau groupe, alors appelé « Shand Grenade », fait ses débuts sur la scène du Royal Albert Hall le 16 octobre, à l'occasion du concert The Butterfly Ball.
Rebaptisé « Ian Gillan Band », le groupe donne des concerts en Europe et aux États-Unis au printemps 1976 et enregistre son premier album, Child in Time, avec l'aide de Roger Glover, un autre ex-Purple. Après sa sortie, Mike Moran est remplacé par un autre ex-Elf, Micky Lee Soule, qui laisse à son tour la place à Colin Towns pour le deuxième album du groupe, Clear Air Turbulence (1977). Son troisième et dernier disque, Scarabus (en), sort la même année.
La musique expérimentale du Ian Gillan Band déroute les anciens fans de Deep Purple et, en pleine explosion du mouvement punk, ne parvient pas à convaincre les foules. Après un dernier concert au Marquee Club le 14 juin 1978, les chemins des musiciens se séparent. Seul Colin Towns reste aux côtés de Ian Gillan pour la suite : la naissance du groupe Gillan, d'orientation résolument hard rock, qui connaîtra le succès qui s'était refusé au Ian Gillan Band.

## Membres
- Ian Gillan : chant (1975-1978)
- Ray Fenwick : guitare (1975-1978)
- John Gustafson (en) : basse (1975-1978)
- Mark Nauseef (en) : batterie (1975-1978)
- Mike Moran : claviers (1975-1976)
- Micky Lee Soule : claviers (1976-1977)
- Colin Towns : claviers (1977-1978)

## Discographie
- 1976 : Child in Time
- 1977 : Clear Air Turbulence
- 1977 : Scarabus (en)
- 1978 : Live at the Budokan